# Хајдук (књижевни лик Градимира Стојковића)
Хајдук (право име Глигорије Пецикоза Хајдук) је култни јунак популарних тинејџерских романа писца Градимира Стојковића у серијалу о Хајдуку.

## Романи објављени у серијалу

### Хајдук у Београду
У овом роману се први пут појављује лик Глигорија Пецикозе Хајдука (Хајдук је, по речима самог јунака, "део презимена"), овде као дечака који се са родитељима досељава из провинције у Београд. Овај роман о одрастању и уклапању у нову средину освојио је награду „Политикиног забавника” за најбоље књижевно дело намењено младима у 1985. години. Роман је доживео бројна издања, тираж од неколико стотина хиљада примерака и био више од петнаест година најчитанија књига за младе по библиотекама широм земље. (1985, "Вук Караџић", Београд).

### Хајдук против ветрењача
Наставак претходног романа, који говори о проблемима и авантурама једног гимназијалца. (1989, "Вук Караџић", Београд)

### Хајдук са друге стране
Роман који враћа Хајдука у основну школу, али овога пута у улози наставника биологије. Роман је добио награду „Невен” за најбоље књижевно дело за децу у 1991. години. (1991, Култура, Београд)

### Хајдук на Дунаву
Роман који, после 7 година паузе, враћа писца Хајдуку, а Хајдука у детињство и једно узбудљиво лето. Роман је добио награду дечјег жирија „Доситејево перо” за 1999. годину. (1998, Calamus, Београд)

### Хајдук чува домовину
Роман у коме је Хајдук поново наставник, али и војник. Добио је награду „Доситеј” за 2000. годину. (2000, Народна књига-Алфа, Београд)

### Хајдук остаје Хајдук
Роман о великом и малом Хајдуку, о оцу Глигорију и сину Василију-Васји. Радња се одиграва у време НАТО бомбардовања. Хајдук у једном тренутку бива мобилисан у војску, а Васја остаје сам са мајком и сестром у њиховим Чворковцу. Роман је добио награду „Доситеј” за 2001. годину. (2001, Народна књига-Алфа, Београд)

### Хајдук у четири слике
Роман у коме читаоци упознају Хајдука и као писца. Добио је награду дечјег жирија „Доситејево перо” за 2002. годину. (2002, Народна књига-Алфа, Београд)

### Хајдук из Београда
Хајдук, поново као дечак, проводи лето у родном селу које се, као уосталом и он сам, много изменило од када је отишао. Добио је награду дечјег жирија „Доситејево перо” за 2003. годину. (2003, Народна књига-Алфа, Београд)

### Хајдук по Хималаји
Прича о Хајдуку, онако како ју је видео његов кум Драгиша Животић, звани Хималаја. (2005, Народна књига-Алфа, Београд)

## Лик Хајдука
Сви романи у серијалу, осим романа „Хајдук остаје Хајдук”, прате судбину истог лика, Глигорија Пецикозе Хајдука. У овом последњем главни лик је његов син Василије Пецикоза Хајдук, звани Васја. Према речима самог писца, Хајдук у стварности не постоји. Он је комбинација ликова и судбина све оне деце која су тих година из унутрашњости долазила у Београд, у коме је важило правило: „Пливај сине, или се удави!" Глигорије је онај који је испливао. Може се рећи да је Хајдук једним делом литерарни портрет Градимира Стојковића и да се његов лик, као и многи његови доживљаји, подударају са пишчевим.

## Хајдук - феномен српске књижевности за децу
Од тренутка када се појавио и када су га деца прихватила, а критичари му доделили највећу награду у тадашњој Социјалистичкој федеративној републици Југославији, Хајдук је наговестио прекретницу у роману намењеном деци и младима. Уз њега су одрастале генерације младих, а многима су оне значиле сам почетак читања књига. Није ретка појава да се многи читаоци, као већ одрасли људи, поново враћају Хајдуку и његовим пустоловинама. Али га читају и њихова деца, и њихови родитељи и родитељи њихових родитеља.
Писац Марко Видојковић у „Политикином забавнику” у рубрици „Десет књига које су ми промениле свет”, каже за серијал књига о Хајдуку: „Ево књиге која је говорила о животу какав је био у социјалистичкој Југославији, где је најстрашнија ствар која је могла да ти се деси у школском дворишту неко старији ко ти лупа чврге. Идилично обојена, ова књига у ствари описује једно заиста идилично време, а онда су кренули наставци, такође описујући исто то идилично време... Нама, који смо имали срећу да ту књигу читамо у правом тренутку, остаје само да се надамо како ће исто тако лепо одшљакати неку будућу децу у нека будућа времена.”

## Хајдук у савременој култури
- Од 2010. године, када је премијерно изведена, у Позоришту лутака у Нишу изводи се представа „Хајдук у Београду“, по тексту Градимира Стојковића, а у режији Милана Мађарева. У представи играју глумци Позоришта лутака.[6]